# Where You Been
| Recensione | Giudizio |
| ---------- | -------- |
| AllMusic   | [ 1 ]    |

Where You Been è il quinto album del gruppo statunitense Dinosaur Jr., pubblicato nel 1993.

## Tracce
Testi e musiche di J Mascis.
1. Out There – 5:52
2. Start Choppin – 5:39
3. What Else Is New – 5:09
4. On the Way – 3:27
5. Not the Same – 6:00
6. Get Me – 5:50
7. Drawerings – 4:49
8. Hide – 4:11
9. Goin' Home – 4:14
10. I Ain't Sayin – 2:27

## Formazione
- J Mascis - chitarra, voce, batteria, organo, pianoforte, timpani, campane tubolari
- Mike Johnson - basso, chitarra, pianoforte, voce
- Murph - batteria